# Torkelsbacken
Torkelsbacken (fi. Torkkelinmäki) är en stadsdel och en del av Berghälls distrikt i Helsingfors stad.
Torkelsbacken utgör några kvarter på den högsta punkten i Berghäll. Områdets byggnader härstammar främst från 1920-talet och det finns flera små parker där.

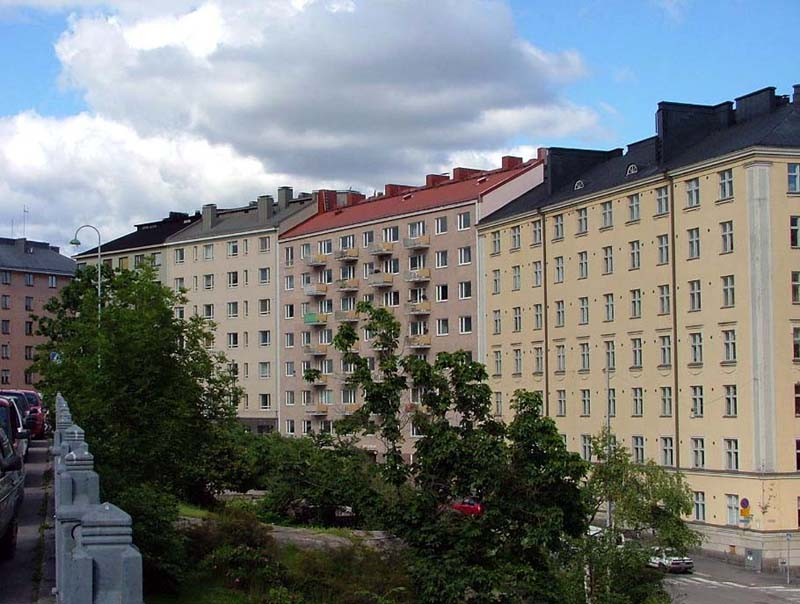
Terrassgatan som går genom Torkelsbacken